# Anhalter Bahnhof (S-Bahn)
Op 9 oktober 1939 opende het ondergrondse S-Bahnstation Anhalter Bahnhof, als onderdeel van de noord-zuidtunnel onder het centrum van Berlijn. Het station, ontworpen door Richard Brademann, telt vier sporen langs twee eilandperrons; het meest westelijke spoor, oorspronkelijk bedoeld voor een geplande S-Bahnverbinding met het Görlitzer Bahnhof, werd echter pas in 1987 aangelegd en wordt alleen gebruikt voor extra treinen en als opstelspoor.
Het vlakke dak van de perronhal wordt ondersteund door drie rijen vierkante stalen zuilen, die zowel op de beide perrons als tussen de twee middelste sporen staan. De zijwanden zijn bekleed met grote tegels van wit ondoorschijnend glas, voor de pilaren werden groene glastegels gebruikt; in totaal is in de perronhal zo'n 4000 m² glas verwerkt. Op de tussenverdieping zijn foto's van het voormalige spoorwegstation te zien.

## Geschiedenis
De eerste maand na ingebruikname deden alleen treinen van de Wannsseebahn het station aan, maar vanaf 6 november 1939 waren ook de sporen uit de richting Papestraße op de noord-zuidverbinding aangesloten. Een directe toegang vanuit het S-Bahnstation tot de stationshal van het bovenliggende Anhalter Bahnhof kwam in gebruik op 19 december 1940.
Begin mei 1945 werd de noord-zuidtunnel ter hoogte van het Landwehrkanaal opgeblazen. Tot 2 juni 1946 was het S-Bahnstation buiten gebruik - de meeste treinen werden ondertussen naar het Potsdamer Ringbahnhof geleid. In etappes werd de dienst over de noord-zuidverbinding hersteld, totdat op 15 november 1947 het doorgaande S-Bahnverkeer door de tunnel weer volledig in de vooroorlogse staat was.
Na de Tweede Wereldoorlog waren alle spoorwegen en stations in Berlijn aan de Oost-Duitse Deutsche Reichsbahn (DR) toegekomen. Door de bouw van de Berlijnse Muur in 1961, werd het Anhalter Bahnhof vanuit het zuiden het laatste station in West-Berlijn. De treinen doorkruisten noordwaarts Oost-Berlijn ondergronds zonder op de stations aldaar te stoppen, met uitzondering van station Friedrichstraße, dat als grens- en overstapstation fungeerde. In januari 1984 nam het West-Berlijnse stadsvervoerbedrijf BVG het S-Bahnnet in het westen van de stad echter over en werd Anhalter Bahnhof een eindstation - ten noorden van het station voerde de S-Bahntunnel namelijk door Oost-Berlijns grondgebied. Het station werd enkel aangedaan door treinen uit Lichtenrade, omdat de DR de dienst op de andere lijnen al eerder gestaakt had, zoals veelvuldig was gebeurd in het westelijke S-Bahnnet.
Na protesten van reizigers werd op 1 mei 1984 de dienst ten noorden van het Anhalter Bahnhof tot aan Gesundbrunnen hersteld. Op 1 februari 1985 werd ook de dienst op de Wannseebahn, van het Anhalter Bahnhof naar het zuidwesten tot aan Wannsee hersteld. De derde zuidelijke tak van de noord-zuid-S-Bahn, naar Lichterfelde Ost, heropende als laatste op 28 mei 1995.

## Ongeval 2004
Op 10 augustus 2004 vatte een motorwagen van het type Baureihe 480 vlam aan het westelijke perron van het station en brandde volledig uit. Door het ingrijpen van het spoorwegpersoneel en een toevallig aanwezige brandweerman werd een ramp voorkomen. Volgend op het ongeval was het Anhalter Bahnhof vier en een halve maand gesloten; gedurende de sluiting passeerden de treinen het station zonder te stoppen, net als eerder bij de spookstations in Oost-Berlijn gebeurde. Vanaf 23 augustus 2004 deden de treinen in noordelijke richting weer het Anhalter Bahnhof (oostelijk perron) aan. De herstelwerkzaamheden aan het perron in zuidelijke richting duurden echter nog tot een jaar daarna en werden op 20 december 2005 beëindigd. In 2006 kreeg het station, mede als gevolg van de brand, een extra uitgang aan de zuidzijde (bij het Tempodrom). Vanwege de veiligheid (een extra vluchtweg), zal ieder ondergronds station in Berlijn een tweede uitgang krijgen voor zover niet aanwezig.